# Улица Новостроек (Санкт-Петербург)

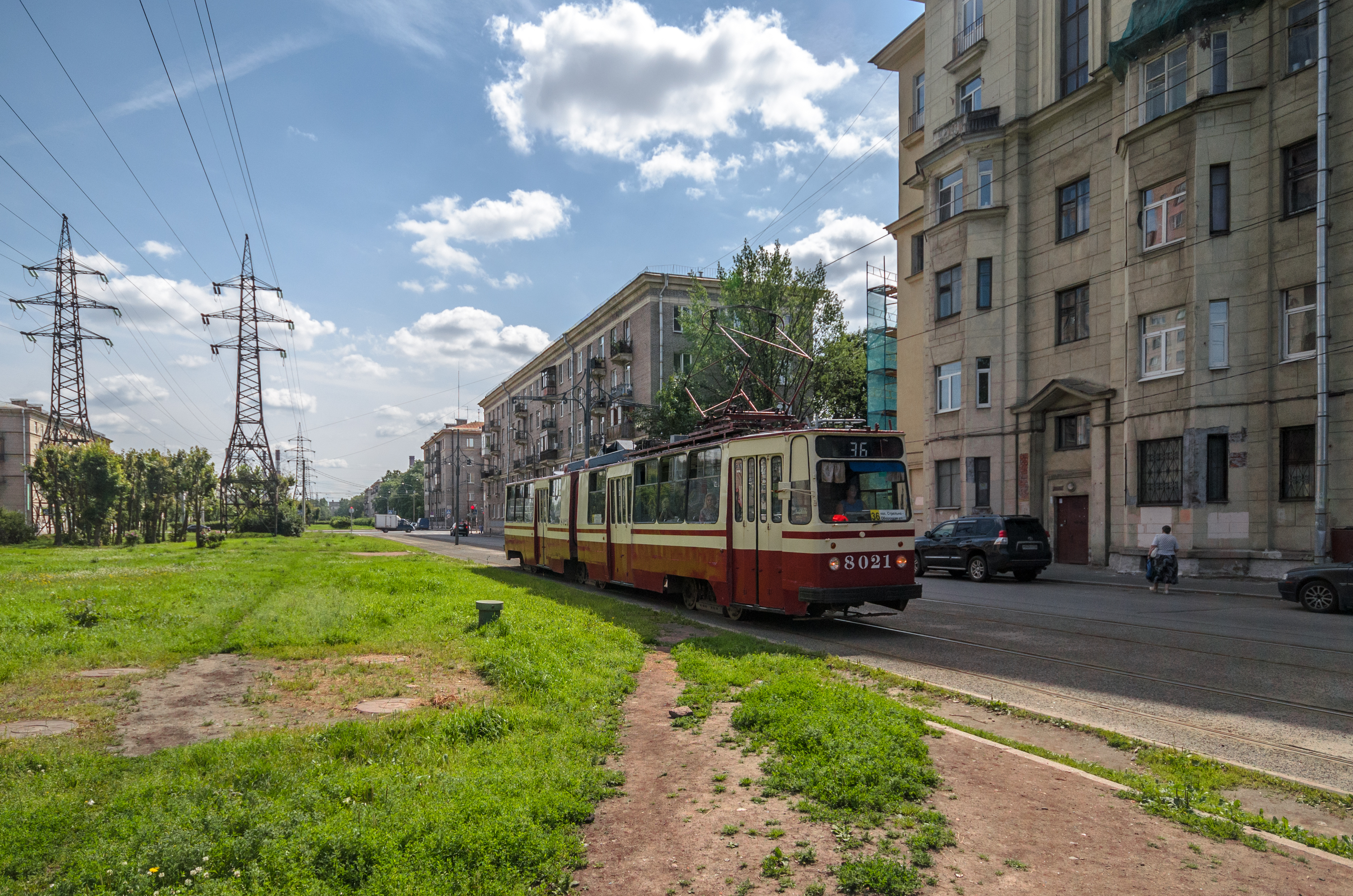
Трамвай ЛВС-86, следующий по маршруту № 36, на улице Новостроек

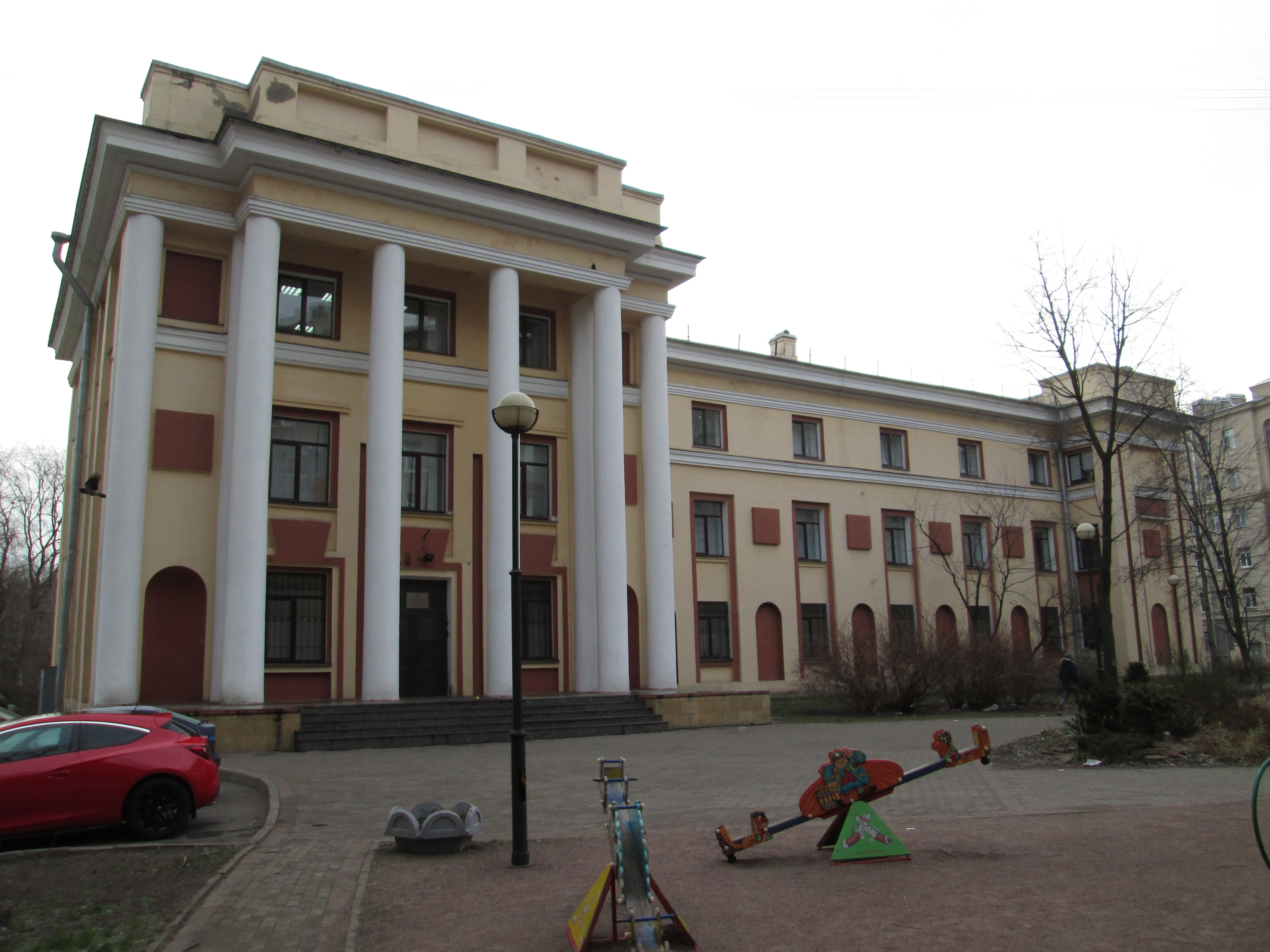
Здание Городского детско-юношеского центра физической культуры и спорта

Улица Новостро́ек — улица в Кировском районе Санкт-Петербурга. Проходит от Кронштадтской до Автовской улицы.

## История
Современное имя. В постановлении сказано: «…Предполагаемое наименование отвечает большому жилищному строительству в кварталах, пересекаемых данной улицей».

История переименований:
- С 1933 года участок улицы от нынешнего проспекта Стачек до Суворовской улицы (улица Зайцева) неофициально назывался Суворовской дорогой.
- С 1939 года проезд назвали Новой улицей (но в проектной документации 1940-х годов — Бульварная).
  - В середине 1950-х годов Новую улицу продлили до Автовской улицы.
- 14 августа 1958 года дано название улица Новостроек.
  - В 1960 году улицу продлили до Кронштадтской улицы[1].

После продления улицы Новостроек до Кронштадтской улицы появилась возможность перенести трамвайное движение с Комсомольской площади на улицу Новостроек, что и было сделано в течение 1961 года.
От ул. Маршала Говорова до Кронштадтской ул. осуществляется трамвайное движение. Ранее опоры контактной сети трамвая располагались в межпутье и были введены в эксплуатацию в 1956 году. При реконструкции контактной сети опоры были демонтированы и с 2015 году находятся в Музее СПб ГУП «Горэлектротранс», так как представляют собой историческую ценность.

## Сооружения
На бульваре установлена высоковольтная ЛЭП.

## Фотогалерея

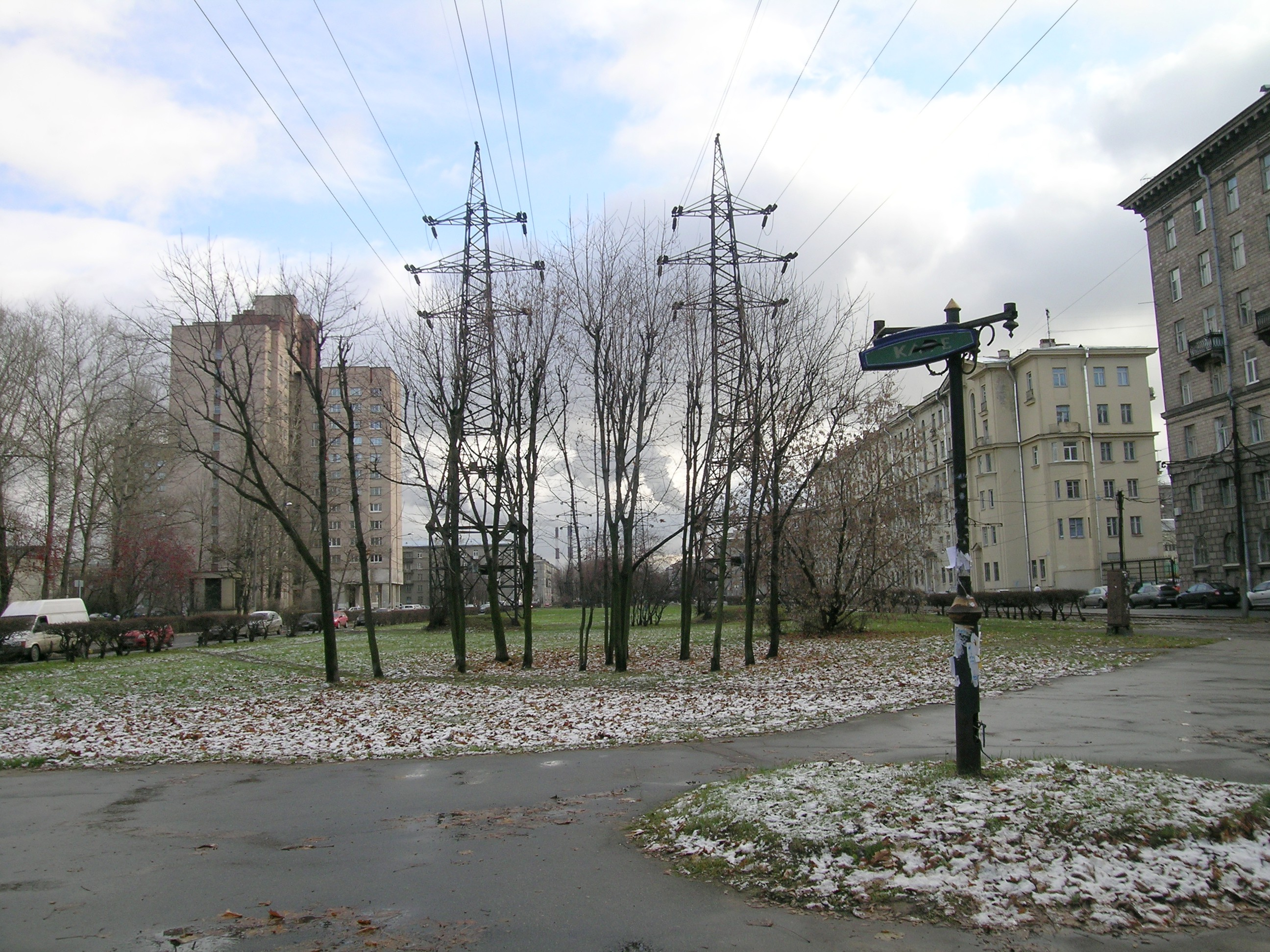
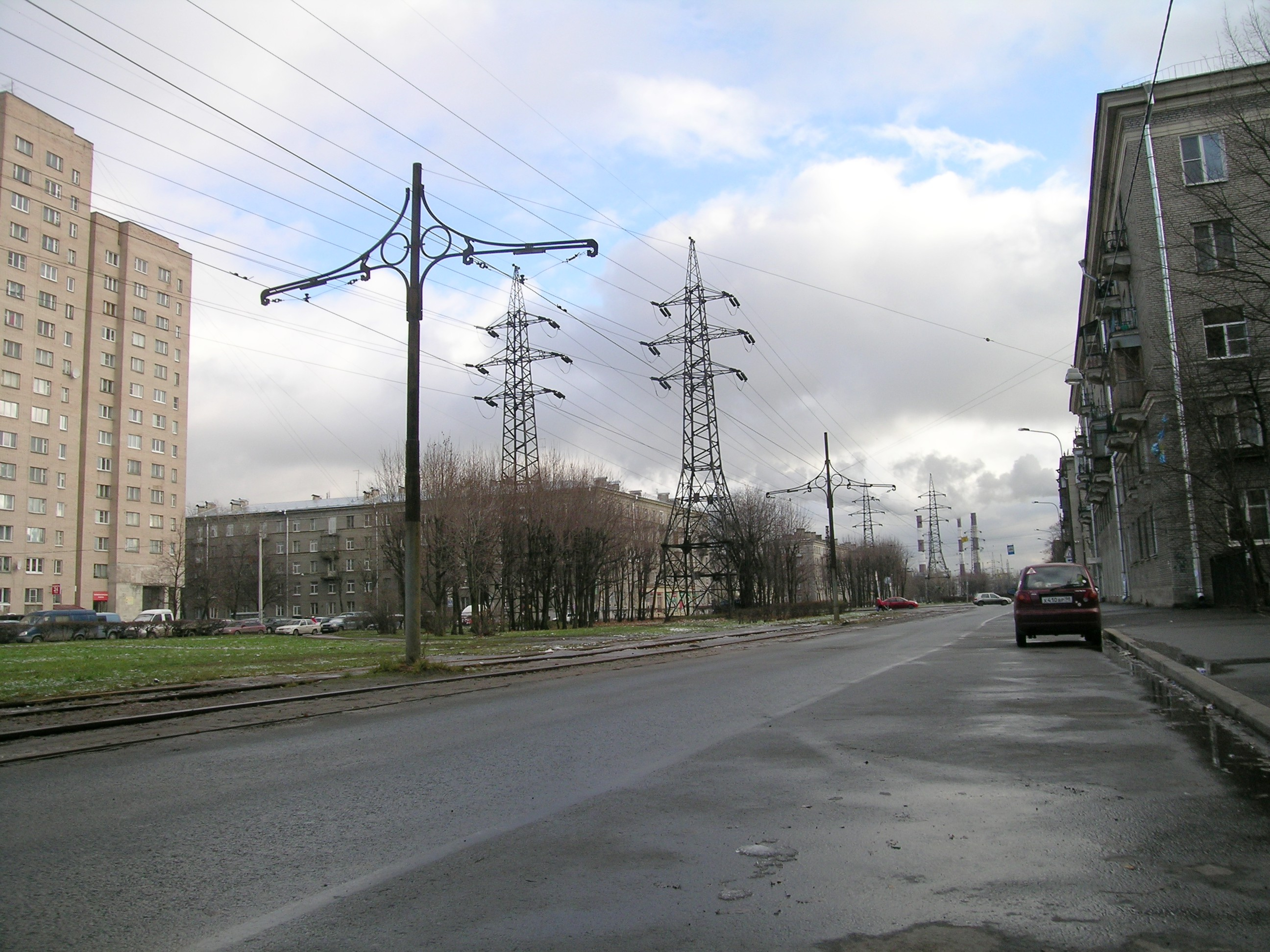

## Пересечения
- Кронштадтская улица
- проспект Стачек
- улица Маршала Говорова
- улица Зайцева
- Автовская улица